# جایزه مرکز کندی
جایزه مرکز کندی (انگلیسی: Kennedy Center Honors) جایزه یک عمر دستاورد خدمت به فرهنگ و هنر آمریکا از طریق فعالیت در هنرهای نمایشی است که سالانه از سال ۱۹۷۸ تاکنون داده می‌شود.

## برندگان

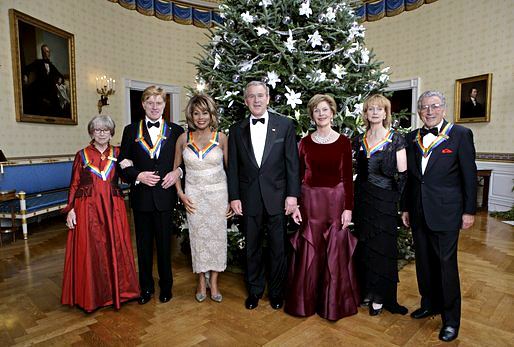
برندگان جایزه ۲۰۰۵ جولی هریس، رابرت ردفورد، تینا ترنر، سوزان فارل و تونی بنت, به همراه جرج دبلیو بوش و لورا ولش بوش.

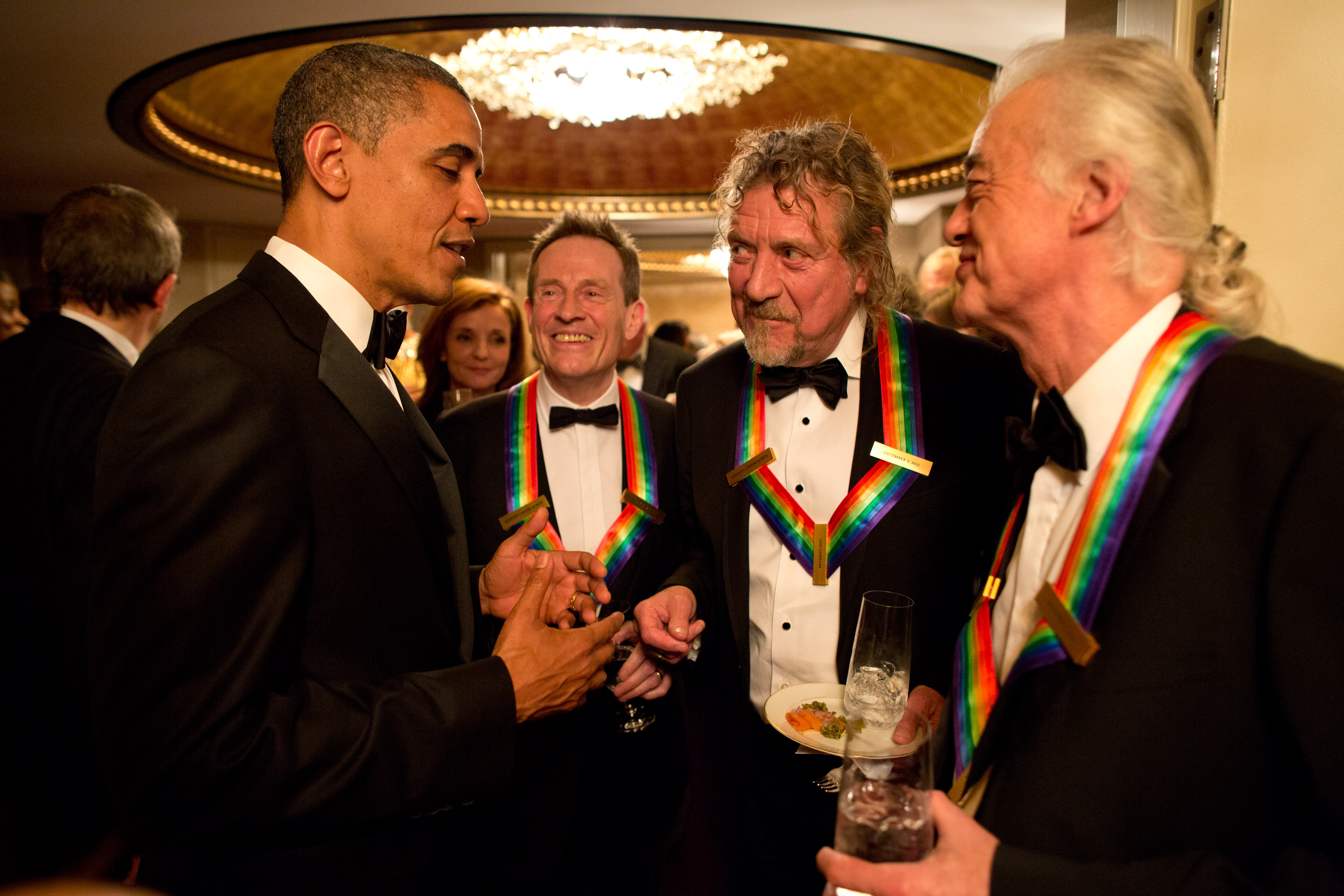
اعضای بازمانده گروه لد زپلین پس از تقدیر در حال دیدار با باراک اوباما

### دهه ۱۹۷۰
- ۱۹۷۸; مارین اندرسون، فرد آستر، جرج بلنچین، ریچارد راجرز، و آرتور روبینشتاین
- ۱۹۷۹; آرون کوپلند، الا فیتزجرالد، هنری فوندا، مارتا گراهام، و تنسی ویلیامز

### دهه ۱۹۸۰
- ۱۹۸۰; لئونارد برنستاین، جیمز کاگنی، Agnes de Mille، لین فانتن، و لیئنتین پرایس
- ۱۹۸۱; ویلیام جیمز بیسی، کری گرانت، هلن هیز، جروم رابینز، و رودلف سرکین
- ۱۹۸۲; جورج ابوت، لیلین گیش، بنی گودمن، جین کلی، و یوجین اورمندی
- ۱۹۸۳; کاترین دانهام، الیا کازان، فرانک سیناترا، جیمز استوارت، و ویرجیل تامسون
- ۱۹۸۴; لنا هورن، دنی کی، جیان کارلو منوتی، آرتور میلر، و آیزاک استرن
- ۱۹۸۵; مرس کانینگهام، آیرین دان، باب هوپ، آلن جی لرنر، فردریک لاو، و بورلی سیلس
- ۱۹۸۶; لوسیل بال، ری چارلز، هیوم کرونین، جسیکا تندی، یهودی منوهین، و Antony Tudor
- ۱۹۸۷; پری کومو، بت دیویس، سامی دیویس جونیور، ناتان میلشتین، و Alwin Nikolais
- ۱۹۸۸; آلوین ایلی، جرج برنز، میرنا لوی، Alexander Schneider، و Roger L. Stevens
- ۱۹۸۹; هری بلافونته، کلودت کولبرت، Alexandra Danilova، مری مارتین، و William Schuman

### دهه ۱۹۹۰
- ۱۹۹۰; دیزی گیلیسپی، کاترین هپبورن، ریسا استیونز، جولی استاین، و بیلی وایلدر
- ۱۹۹۱; Roy Acuff، بتی کامدن، آدولف گرین، Fayard، Harold Nicholas، گریگوری پک، و Robert Shaw
- ۱۹۹۲; لایونل همپتون، پل نیومن، جوآن وودوارد، جینجر راجرز، مستیسلاف روستروپوویچ، و Paul Taylor
- ۱۹۹۳; جانی کارسون، آرتور میشل، گئورگ سالتی، استفان سوندهایم، و Marion Williams
- ۱۹۹۴; کرک داگلاس، آرتا فرانکلین، مورتون گلد، هارولد پرینس، و پیت سیگر
- ۱۹۹۵; Jacques d'Amboise، مارلین هورن، بی. بی. کینگ، سیدنی پوآتیه، و نیل سایمون
- ۱۹۹۶; ادوارد آلبی، بنی کارتر، جانی کش، جک لمون، و ماریا تالچیف
- ۱۹۹۷; لورن باکال، باب دیلن، چارلتون هستون، جسی نورمن، و Edward Villella
- ۱۹۹۸; بیل کازبی، فرد اب، جان کندر، ویلی نلسون، آندره پروین، و شرلی تمپل
- ۱۹۹۹; ویکتور بورگه، شان کانری، Judith Jamison، جیسون روباردز، و استیوی واندر

### دهه ۲۰۰۰

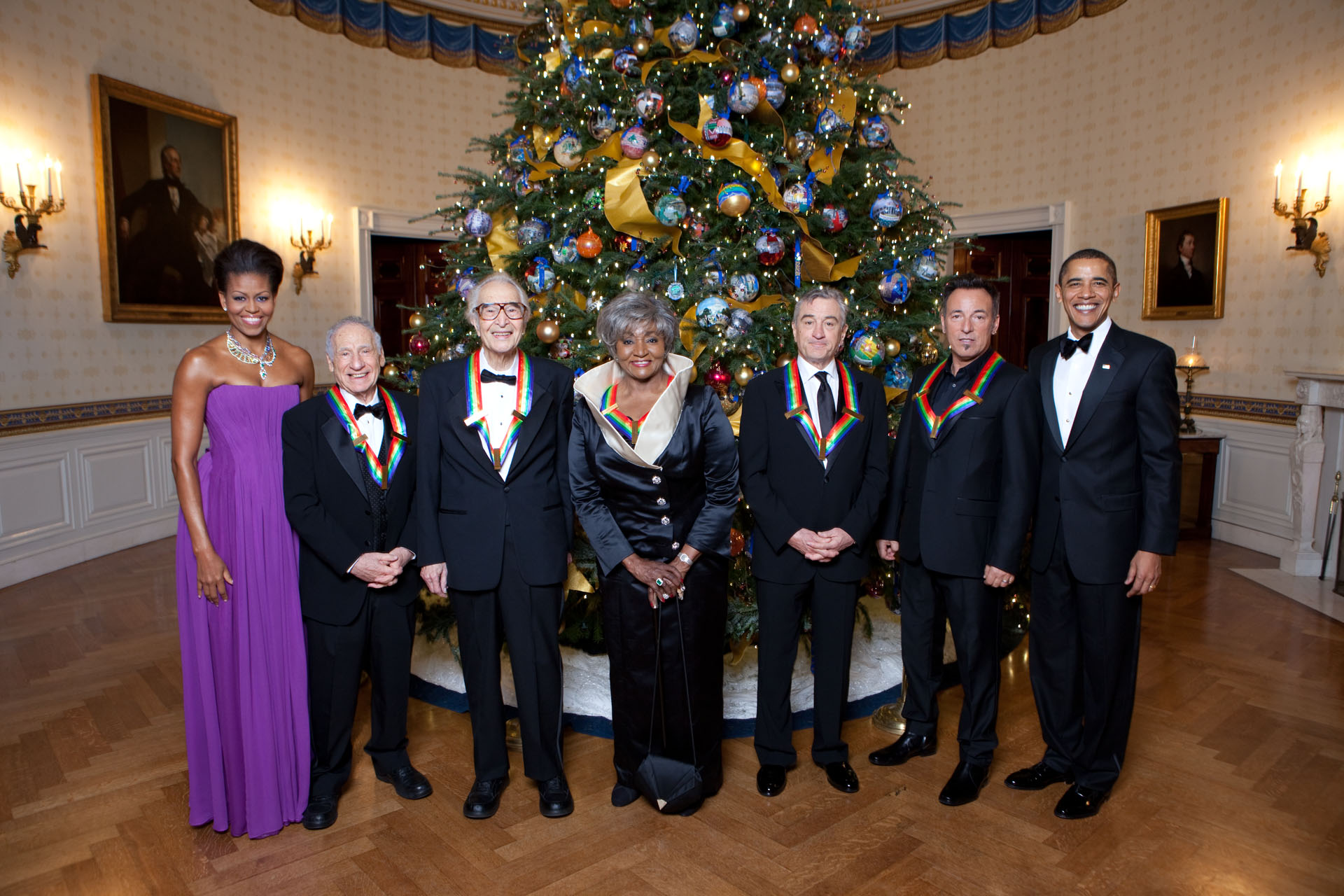
برنگان سال ۲۰۰۹ مل بروکس، دیو بروبک، Grace Bumbry، رابرت دنیرو و بروس اسپرینگستین

- ۲۰۰۰; میخاییل باریشنیکوف، چاک بری، پلاسیدو دومینگو، کلینت ایستوود، و آنجلا لنسبوری
- ۲۰۰۱; جولی اندروز، ون کلایبرن، کوئینسی جونز، جک نیکلسون، و لوچیانو پاواروتی
- ۲۰۰۲; جیمز ارل جونز، جیمز لواین، چیتا ریورا، پل سایمون، و الیزابت تیلور
- ۲۰۰۳; جیمز براون، کارول برنت، لرتا لین، مایک نیکولز، و ایتزاک پرلمان
- ۲۰۰۴; وارن بیتی، اوسی دیویس، روبی دی، التون جان، جوان ساترلند، و جان ویلیامز
- ۲۰۰۵; تونی بنت، سوزان فارل، جولی هریس، رابرت ردفورد، و تینا ترنر
- ۲۰۰۶; زوبین مهتا، دالی پارتن، اسموکی رابینسون، استیون اسپیلبرگ، و اندرو لوید وبر
- ۲۰۰۷; Leon Fleisher، استیو مارتین، دایانا راس، مارتین اسکورسیزی، و برایان ویلسون
- ۲۰۰۸; مورگان فریمن، جرج جونز، باربارا استرایسند، Twyla Tharp، و د هو (پیت تاونزند، راجر دالتری)
- ۲۰۰۹; مل بروکس، دیو بروبک، Grace Bumbry، رابرت دنیرو، و بروس اسپرینگستین

### دهه ۲۰۱۰
- ۲۰۱۰; مرل هگرد، Jerry Herman، Bill T. Jones، پل مک‌کارتنی، و اپرا وینفری
- ۲۰۱۱; Barbara Cook، نیل دایمند، یو-یو ما، سانی رالینز، و مریل استریپ[۱]
- ۲۰۱۲; بادی گای، داستین هافمن، لد زپلین (جان پل جونز (موسیقی‌دان)، جیمی پیج and رابرت پلنت), دیوید لترمن، و Natalia Makarova[۲]
- ۲۰۱۳; Martina Arroyo، هربی هنکاک، بیلی جوئل، شرلی مک‌لین، و کارلوس سانتانا[۳]
- ۲۰۱۴; ال گرین، تام هنکس، پاتریشیا مک‌براید، استینگ، و لیلی تاملین[۴]
- ۲۰۱۵; ایگلز، کارول کینگ، جرج لوکاس، ریتا مورنو، Seiji Ozawa، و سیسیلی تایسون[۵]
- ۲۰۱۶; مارتا آرخریچ، ایگلز، آل پاچینو، ماویس استپل، جیمز تیلور
- ۲۰۱۷; Carmen de Lavallade، گلوریا استفان، ال ال کول جی، نورمن لیر،  لایونل ریچی
- ۲۰۱۸; شر، فیلیپ گلس، ریبا مک‌اینتایر، وین شورتر،  همیلتون (لین-منوئل میرندا, Thomas Kail, Alex Lacamoire, و Andy Blankenbuehler)
- ۲۰۱۹; ارت، ویند اند فایر، سالی فیلد، لیندا رانستد، سسمی استریت،  مایکل تیلسن تامس